# (418265) 2008 EA32
(418265) 2008 EA32 – planetoida z grupy Atiry okrążająca Słońce w ciągu 176,6 dni w średniej odległości 0,62 j.a. Została odkryta 10 marca 2008 roku. Planetoida nie ma jeszcze nazwy własnej, a tylko oznaczenie tymczasowe i stały numer.
Jest to planetoida należąca do grupy Atiry, podtypu grupy Atena. Jej orbita charakteryzuje się tym, że planetoida przez cały okres obiegu krąży bliżej Słońca niż Ziemia. W swoim ruchu orbitalnym (418265) 2008 EA32 przecina orbitę Wenus i Merkurego.